# Monastère de Tabo

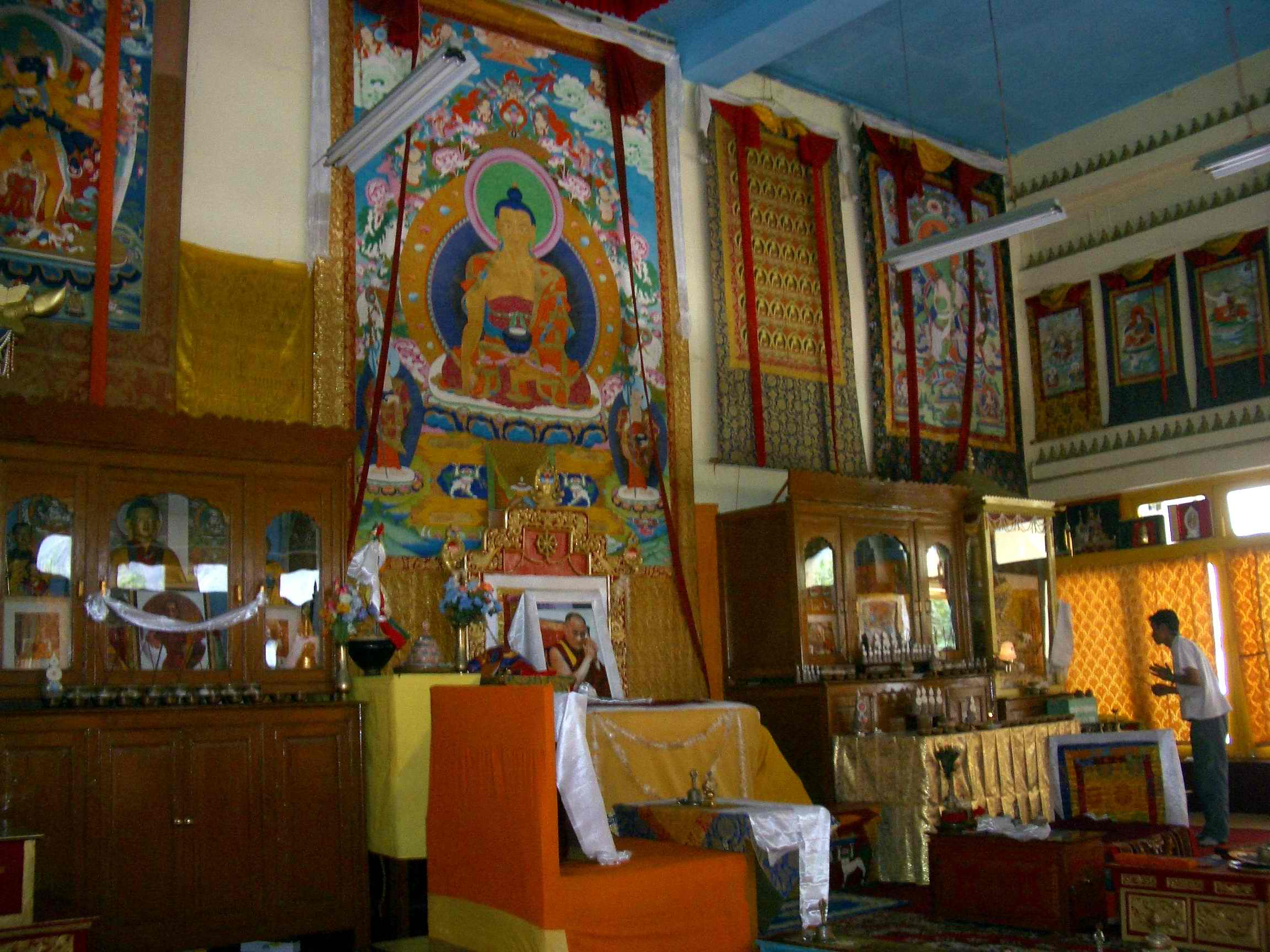
La grande salle de réunion, 2004.

Le monastère de Tabo (ou de Tabo Chos-Khor) est un monastère bouddhiste dans la vallée de Tabo, en Inde.

## Histoire et description

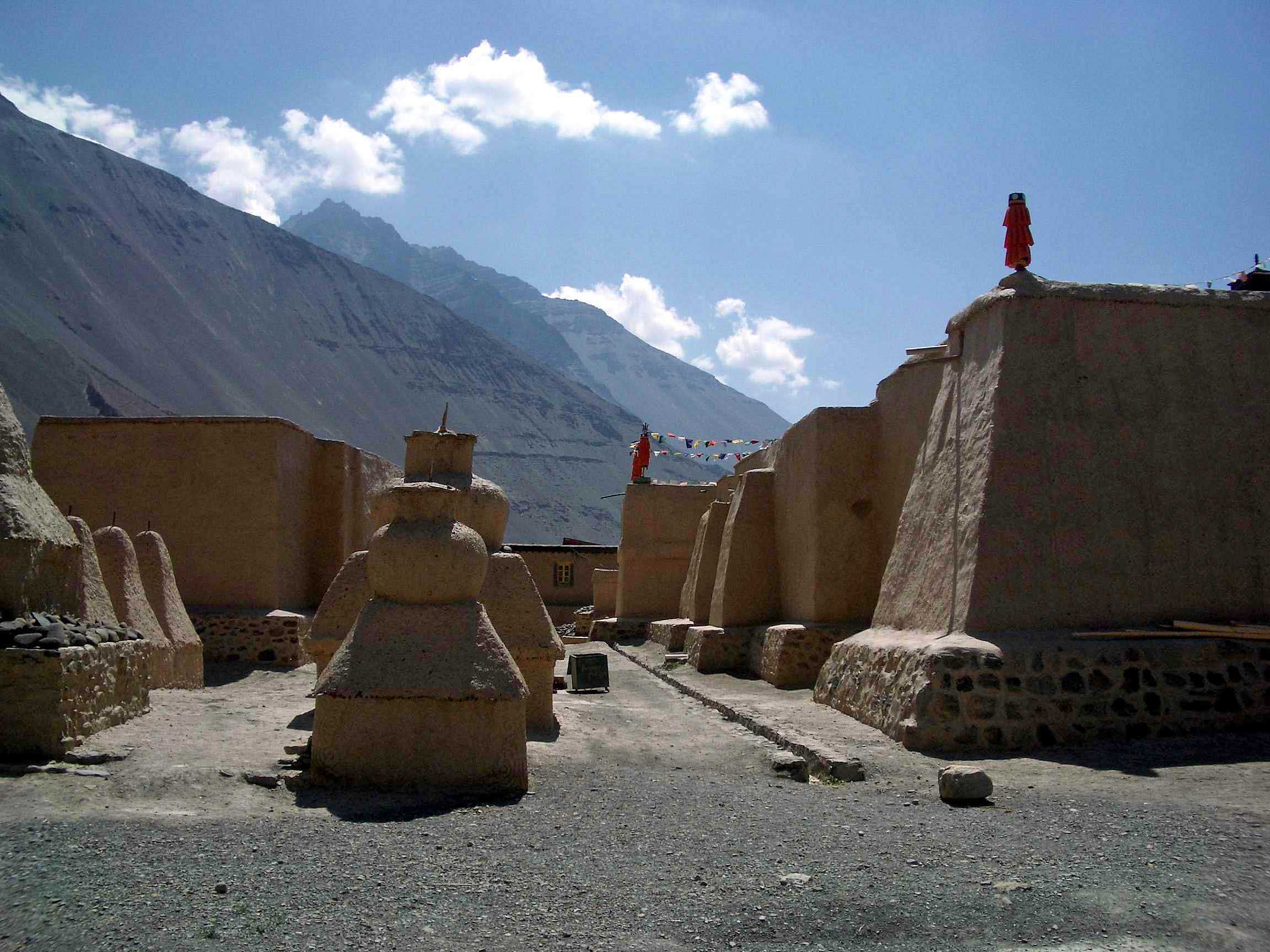
Tabo Gompa - Anciens murs et chortens, 2004.

Le monastère de Tabo a été fondé en 996 dans la vallée de Spiti, Himachal Pradesh, en Inde par le grand bouddhiste tibétain lotswa (le traducteur), Rinchen Zangpo, le roi du royaume de l'ouest de l'Himalaya de Gugé. Il se trouve à 3 050 mètres d'altitude,, dans la vallée de Tabo, une vallée très aride, froide et rocheuse.
Le monastère est entouré d'un haut mur de briques d'argile qui enclot quelque 6 300 m² et comprend 9 temples, 23 chortens, une résidence des moines et une extension abritant la résidence des nonnes. Il est rapidement devenu célèbre comme centre important d'érudition de  l'école Kadampa (qui est ensuite devenue  l'école Gelugpa). Cependant, on rapporte qu'en 1855 il n'avait que 32 moines.
Après le séisme de 1975 à Kinnaur (en), un nouveau monastère a été construit, et en 1983 un nouveau Du-kang ou hall de réunion a été construit. C'est là que le dalaï-lama a réalisé les cérémonies de Kalachakra en 1983 et 1996,. Des grottes creusées dans la falaise dominant le monastère sont utilisées par les moines pour la méditation. 
Le monastère renferme une importante et inestimable collection de thangkas, de manuscrits, de statues et de fresques recouvrant presque tous les murs.

## Les neuf temples
Le monastère comprend neuf temples :
1. Le temple des divinités ascensionnées (gTug-Lha-khang), ou hall des assemblées.
2. Le temple Doré (gSer-khang). La légende voudrait qu'il ait été autrefois recouvert d'or. Un roi du Ladakh, Senge Namgyal, le fit rénover au XVIe siècle. Les murs sont recouverts de magnifiques fresques.
3. Le temple d'initiation (dKyil-kHor- khang). On y trouve une peinture gigantesque de Vairocana entouré de huit Bodhisattva. Les autres murs sont recouverts de mandalas. C'est ici que les moines recevaient leur initiation.
4. Le temple du Bodhisattva Maitreya (Byams-Pa Chen-po Lha-khang). Cette représentation de Bodhisattva Maitreya mesure plus de six mètres. On trouve également des fresques murales représentant le monastère Tashilhunpo de Shigatse et le Potala de Lhasa.
5. Le temple de Dromton (Brom-ston Lha khang), dont on attribue la création à Dromton (1008-1064 CE), un des principaux disciples d'Atisha.
Les temples listés ci-dessus sont considérés comme les plus anciens de Tabo. Ceux de la liste ci-dessous sont de construction ultérieure.
6. La chambre des Thankas (Z'al-ma).
7. Le vaste temple de Dromton (Brom-ston Lha khang). Après le Hall de Rassemblement, c'est le plus grand édifice ; on y trouve de nombreuses peintures murales. Le plafond en bois est aussi décoré.
8. Le temple dédié à Mahakala Vajra Bhairava (Gon-khang) contient la déité protectrice de l'école Gelukpa, mais aussi d'autres divinités plus agressives. C'est pourquoi on y entre qu'après une méditation protectrice.
9. Le temple blanc (dKar-abyum Lha-Khang).
Le monastère de Tabo est classé patrimoine national historique de l'Inde et est protégé par le Archaeological Survey of India

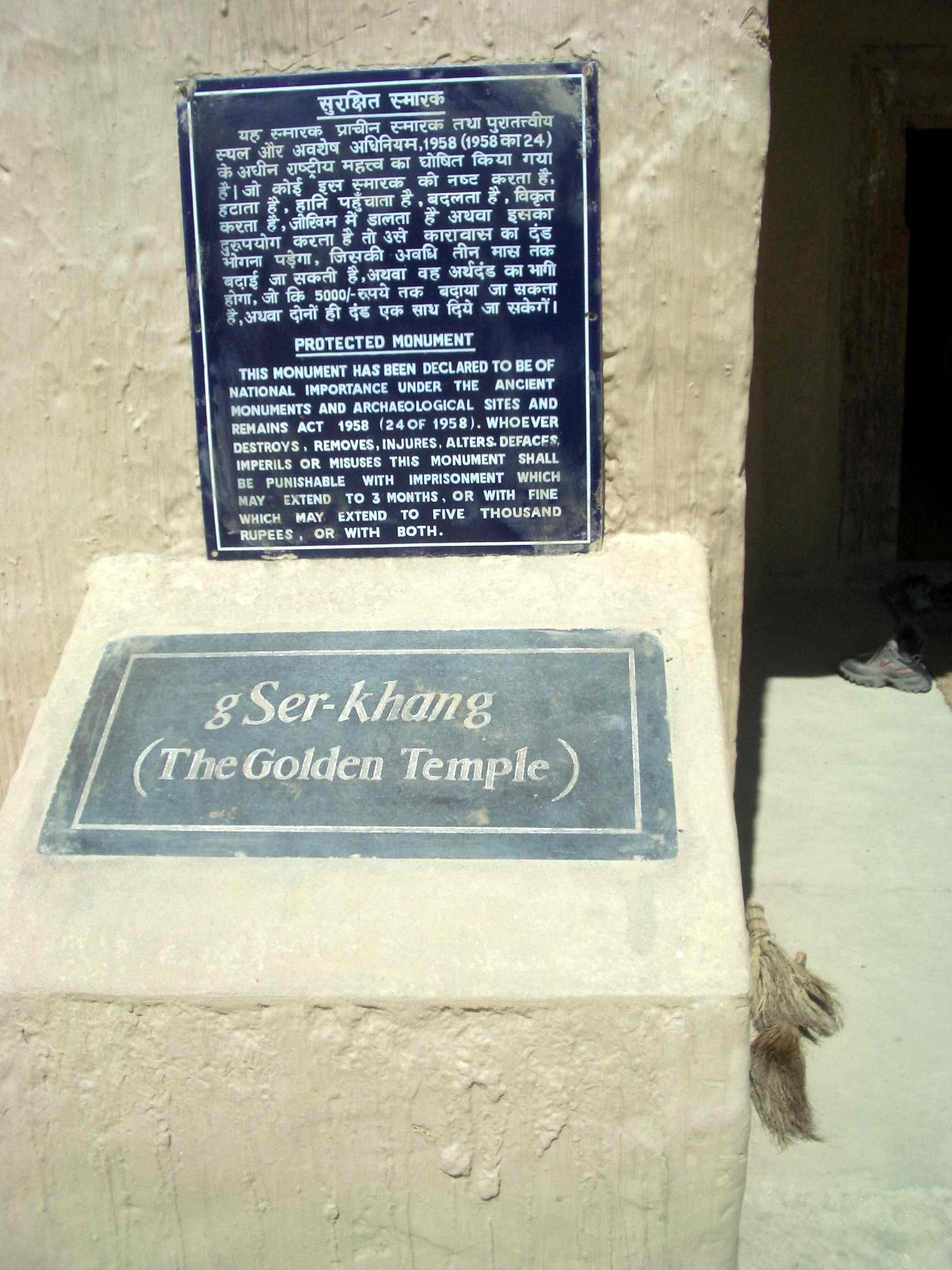
Golden Temple protected monument sign. Tabo, 2004.

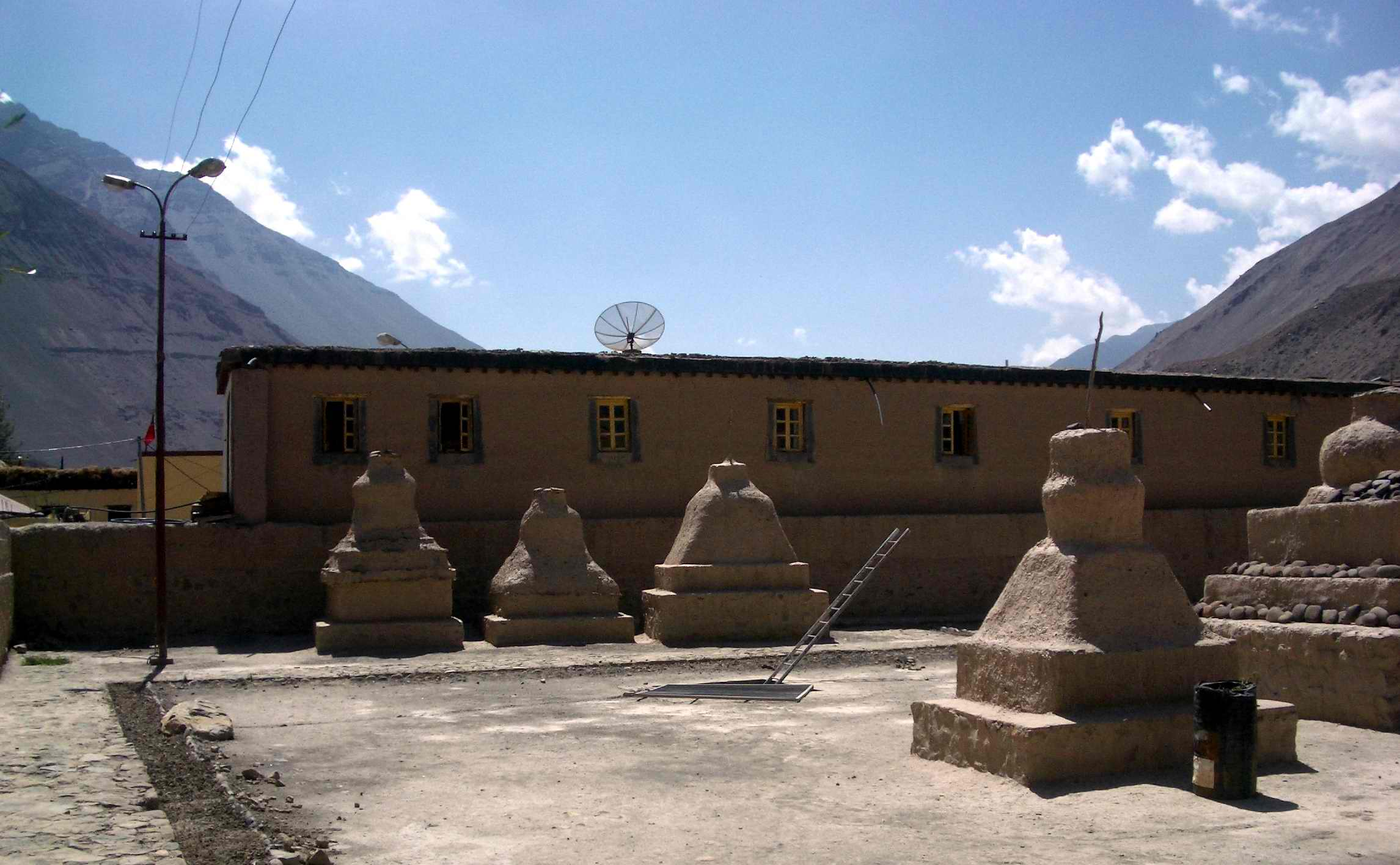
Tabo. The old and the new. 2004.